# Университет штата Калифорния в Сан-Диего
Университет штата Калифорния в Сан-Диего (англ. San Diego State University) — высшее учебное заведение в городе Сан-Диего, штат Калифорния, США. Старейшее и самое крупное высшее учебное заведение в округе Сан-Диего. Является частью Университета штата Калифорния. Основан 13 марта 1897 года.
В нём ежегодно обучается около 35 тысяч студентов, число выпускников превысило 300 тысяч. Согласно рейтингу журнала U.S. News & World Report, входит в топ-150 национальных университетов и топ-75 государственных университетов США. В 2015 году получил исследовательские гранты из государственных и частных источников на сумму 130 млн долларов.

## Известные выпускники
- Грегори Пек (актёр)
- Эбби Мартин (журналистка)
- Пер Андерс Рудлинг (историк)
- Кавай Леонард (баскетболист)

## Академическая деятельность
Издается журнал Mobilization